# Duc de Tavannes
Le titre de duc de Tavannes a été créé en 1786 par le roi Louis XVI de France pour son premier lieutenant général en Bourgogne, Charles François Casimir de Saulx, un vieux général.

## Historique
Le titre est créé par décret royal de Louis XVI de France en 1786 en récompense des grands services que le comte Charles François Casimir de Saulx et sa famille avaient rendus à la Couronne.
La ville de Tavannes est une commune suisse du canton de Berne, dans la vallée de Tavannes. La maison de Saulx la possède en fief avec le titre de comte depuis plusieurs générations.
Il n'y eut que deux détenteurs du titre de duc de Tavannes : Charles François Casimir de Saulx, précédemment vicomte de Tavannes, et son fils Charles-Casimir de Saulx, duc de Saulx-Tavannes en 1814.

## Titulaires
- 1786-1792 – 1er : Charles François Casimir de Saulx (1739-1792), 1er duc de Tavannes
- 1792-1814 – 2e : Charles-Casimir de Saulx (1769-1820), 2e duc de Tavannes